# Bejt Nekofa
Bejt Nekofa (hebrejsky בֵּית נְקוֹפָה, v oficiálním přepisu do angličtiny Bet Neqofa, přepisováno též Beit Nekofa) je vesnice typu mošav v Izraeli, v Jeruzalémském distriktu, v Oblastní radě Mate Jehuda.

## Geografie
Leží v nadmořské výšce 675 metrů na zalesněných svazích Judských hor v Jeruzalémském koridoru. Jižně od vesnice terén klesá do údolí vodního toku Nachal Ksalon. Na severu stoupá k hoře Har ha-Hagana.
Obec se nachází 42 kilometrů od břehu Středozemního moře, cca 45 kilometrů jihovýchodně od centra Tel Avivu a cca 10 kilometrů severozápadně od historického jádra Jeruzalému. Bejt Nekofa obývají Židé, přičemž osídlení v tomto regionu je etnicky převážně židovské. Necelé 2 kilometry západně odtud ovšem leží město Abu Goš, které obývají izraelští Arabové stejně jako nedaleké vesnice Ajn Nakuba a Ajn Rafa. Mošav je situován necelé 2 kilometry od Zelené linie, která odděluje Izrael v jeho mezinárodně uznávaných hranicích od území Západního břehu Jordánu. Počátkem 21. století byly přilehlé arabské oblastí Západního břehu od Izraele odděleny pomocí bezpečnostní bariéry.
Bejt Nekofa je na dopravní síť napojen pomocí dálnice číslo 1 z Tel Avivu do Jeruzalému, jež probíhá po jižní straně vesnice.

## Dějiny
Bejt Nekofa byl založen v roce 1949. Novověké židovské osidlování tohoto regionu začalo po válce za nezávislost tedy po roce 1948, kdy Jeruzalémský koridor ovládla izraelská armáda a kdy došlo k vysídlení většiny zdejší arabské populace. Na místě nynějšího mošavu stávala do roku 1948 arabská vesnice Bajt Nakuba, která zase navazovala na starověké židovské sídlo Nukveta (נוּקְבְתָא) zmiňované v Talmudu. Roku 1931 žilo v Bajt Nakuba 177 lidí v 41 domech. Izraelci byl Bajt Nakuba dobyt v dubnu 1948. Zástavba pak byla z větší částí zbořena, s výjimkou několika domů, dodnes zčásti obývaných současnými židovskými obyvateli lokality.
Nynější vesnice byla zřízena 10. srpna 1949. Jejími zakladateli byli Židé z Jugoslávie, k nimž se později přidali i židovští přistěhovalci z Maroka a dalších zemí. V 90. letech 20. století prošel mošav stavební expanzí.

## Demografie
Podle údajů z roku 2014 tvořili naprostou většinu obyvatel v Bejt Nekofa Židé (včetně statistické kategorie "ostatní", která zahrnuje nearabské obyvatele židovského původu ale bez formální příslušnosti k židovskému náboženství).
Jde o menší obec vesnického typu s dlouhodobě rostoucí populací. K 31. prosinci 2014 zde žilo 597 lidí. Během roku 2014 populace stoupla o 0,8 %.
| Rok            | 1961 | 1972 | 1983 | 1995 | 2001 | 2003 | 2004 | 2005 | 2006 | 2007 | 2008 | 2009 | 2010 | 2011 | 2012 | 2013 | 2014 |
| -------------- | ---- | ---- | ---- | ---- | ---- | ---- | ---- | ---- | ---- | ---- | ---- | ---- | ---- | ---- | ---- | ---- | ---- |
| Počet obyvatel | 210  | 209  | 260  | 315  | 389  | 415  | 433  | 432  | 461  | 491  | 516  | 563  | 568  | 578  | 581  | 592  | 597  |